# Michał Milowicz
Michał Jerzy Milowicz (ur. 16 września 1970 w Warszawie) – polski piosenkarz, aktor telewizyjny, teatralny, musicalowy i filmowy, producent i reżyser filmowy, biznesmen.

## Życiorys

### Wczesne lata
Urodził się w Warszawie jako syn Barbary i Jerzego Milowiczów. Jego matka ukończyła Studium Stenografii i Stenotypii, pracowała jako handlowiec. Jego ojciec był filologiem polskim, krytykiem filmowym i dziennikarzem różnych czasopism. Jego pradziadek ze strony ojca był kompozytorem, a prababcia plastyczką. Jego dziadek ze strony matki grał na kilku instrumentach i śpiewał, a babcia była dziennikarką.
Jego rodzice byli fanami twórczości Elvisa Presleya, którego także słuchał od wczesnych lat i marzył o występach na scenie. Chętnie uczestniczył w przedszkolnych inscenizacjach. W szkole podstawowej uczęszczał do kółka wokalno-muzycznego, zdobywał nagrody w konkursach recytatorskich i śpiewał w chórze kościelnym. Mając 12 lat, był pod wrażeniem filmu Grease i Johna Travolty w roli Danny’ego Zuko, którego Milowicz także zagrał już jako 31-latek w musicalu Grease (premiera: 5 stycznia 2002) w reż. Wojciecha Kępczyńskiego w Teatrze Muzycznym „Roma”. W wieku 13 lat dostał w prezencie gitarę i sam nauczył się na niej grać. W liceum śpiewał hity Presleya przy ogniskach, w tym „Love Me Tender”. Przez jakiś czas był zafascynowany także sportem. Uczęszczał do szkoły sportowej, a zainspirowany filmem Wejście smoka z Bruce’em Lee, zapisał się na lekcje karate. Po maturze zdecydował się studiować na Akademii Wychowania Fizycznego.

### Kariera sceniczna
Był na drugim roku studiów na AWF, gdy jego ojciec wypatrzył w gazecie ogłoszenie o castingu do musicalu Janusza Józefowicza Metro. Po eliminacjach nie znalazł się jednak na liście przyjętych. Poprosił jednak Józefowicza, by pozwolił mu zostać wolnym słuchaczem. Porzucił studia i w 1991 rozpoczął pracę sceniczną w Teatrze Dramatycznym, grając w musicalu Metro, z którym w 1992 wystąpił w Minskoff Theatre na Broadwayu. W latach 1995–2001 w Teatrze Studia Buffo odniósł sukces w tytułowej roli w spektaklu kabaretowo-rewiowym Elvis, którego był pomysłodawcą i współtwórcą, w reżyserii Janusza Józefowicza. Wkrótce nazywany był „polskim Elvisem Presleyem” i „następcą Johna Travolty”. W Studiu Buffo grał potem w produkcjach: Grosik 2 (Do grającej szafy grosik wrzuć II) z piosenkami lat 60., Tyle miłości, Niedziela na Głównym z piosenkami Wojciecha Młynarskiego, Przeboje, Przeżyj to sam i Obok nas. W 1998 w Teatrze Telewizji został obsadzony jako oficer w widowisku Dama od Maxima Józefowicza z Joanną Trzepiecińską.
Był związany z teatrami warszawskimi: Roma (2001–2003), Rampa (2003) i Komedia (2004), a także Teatrem Muzycznym im. Danuty Baduszkowej w Gdyni (2005). W 2010 w ZASP otrzymał dyplom aktora dramatycznego.
Grywał w farsach: Dobry wieczór kawalerski (2012) Doroty Truskolaskiej w reż. Piotra Nowaka jako striptizer Miki, który został omyłkowo zamówiony z ogłoszenia, Blondynki wolą mężczyzn (2011) Jana Kazimierza Siwka w reż. Piotra Dąbrowskiego w warszawskim Teatrze Palladium w roli lubiącego o siebie dbać metroseksualnego aktora, Mężczyzna idealny (2016) Andrzeja Pacuły w reż. Stefana Friedmanna w Teatrze Palladium jako telewizyjny showman, Klub mężusiów (2013) Kristofa Magnussona  w reż. Andrzeja Rozhina w Teatrze Capitol w roli Andy’ego, Skok w bok (2018) Donalda Churchilla i Petera Yeldhama w reż. Andrzeja Rozhina w roli Jima, Przebój sezonu (2017) w reż. Krzysztofa Jaroszyńskiego w podwójnej roli jako celebryta Daniel Wielorak i więzień Stasiek oraz Mayday 2 (2018) Raya Cooneya w reż. Grzegorza Reszki jako bigamista John). W Teatrze Kamienica wystąpił w roli wujaszka Eryka Słonia w komedii ZUS czyli Zalotny Uśmiech Słonia (Cash on Delivery!: A Comedy) Michaela Cooneya w reż. Emiliana Kamińskiego.

### Kariera ekranowa
Karierę filmową rozpoczynał od epizodycznej roli policjanta na planie filmu sensacyjnego Jarosława Żamojdy Młode wilki (1995). Grywał potem role śmiesznych „macho” i nieudolnych gangsterów w komediach sensacyjnych Olafa Lubaszenki – Sztos (1997), Chłopaki nie płaczą (2000) i Poranek kojota (2001), a także w filmie Juliusza Machulskiego Kiler-ów 2-óch (1999).
Wystąpił gościnnie jako kierowca w telenoweli TVP1 Klan (1997). Sympatię wśród telewidzów zdobył rolą Cezarego Cwała-Wiśniewskiego w sitcomie TVP3 Gdańsk Lokatorzy (2000–2003) i jego spin-offie pt. Sąsiedzi (2003–2008).
Jako aktor dubbingowy użyczył głosu m.in. Chanticleerowi w polskiej wersji językowej filmu Powrót króla rock and „rulla” (1991), Mikeyowi w filmie Wakacje. Żegnaj szkoło (2001), Alamedzie Slimowi i braciom Wacusiom w animacji Rogate ranczo (2004), capowi Japethowi w filmie animowanym Czerwony Kapturek – prawdziwa historia (2006) oraz Maxowi w filmach Artur i Minimki (2006) i Artur i zemsta Maltazara (2009). Jego głosem przemówił również komandor C.E.L.L. Lockhard w polskiej wersji językowej gry komputerowej Crysis 2 (2011).
Uczestniczył w programach rozrywkowych: Taniec z gwiazdami (2006) i Gwiazdy tańczą na lodzie (2008), był kapitanem jednej z drużyn w programie muzycznym Singa Dinga (2007–2008) i jurorem w konkursie talent show Zostań gwiazdą filmową (2015). Jesienią 2022 brał udział w 17. edycji programu rozrywkowego telewizji Polsat Twoja twarz brzmi znajomo.

### Kariera muzyczna
Realizował się także jako piosenkarz estradowy. W czerwcu 2003 wydał debiutancki album pt. Teraz wiesz, który promował utworem „Wszyscy na scenę”.
W 2004 wspólnie z dwójką przyjaciół otworzył klub muzyczny „Maska” w Warszawie, który prowadził przez 11 lat.
W 2006 piosenka „Polska, Polska Ole!”, wykonywana przez Milowicza i zespół Fiesta Loca, została wybrana „Hitem na Mundial” i towarzyszyła kibicom podczas Mistrzostw Świata FIFI Wild Cup. Pojawił się w wideoklipie zespołu Afromental „Rock & Rollin’ Love” (2010).

### Inne przedsięwzięcia
U szczytu kariery zainwestował w firmę deweloperską, zaczął od budowy apartamentowca na warszawskim Grochowie, następnie powstały kolejne inwestycje, m.in. w podwarszawskim Piastowie.

## Dyskografia
Albumy studyjne
- Teraz wiesz (2003)

## Filmografia

### Aktor
- 1995: Młode wilki – policjant
- 1997: Klan – kierowca
- 1997: Sztos – cinkciarz „Student”
- 1999: Ja, Malinowski – „Dziad” (odc. 13)
- 1999: Kiler-ów 2-óch – Radosław „Młody wilk”
- 2000–2003: Lokatorzy – Piotr Gutowski, chłopak Zuzi (odc.29); Cezary Cwał-Wiśniewski
- 2000: Chłopaki nie płaczą – „Bolec”
- 2000–2003: Na dobre i na złe – Zenek Słodki, kolega Marka
- 2001: Poranek kojota – „Brylant”
- 2001: Wiedźmin – Crach an Craite
- 2001: Zostać miss – Zdzisław, kucharz w hotelu „EGOISTA” na zgrupowaniu Miss Venus
- 2002: Segment '76 – „Cwany Henio”
- 2002: Rób swoje, ryzyko jest twoje – Lutek Star
- 2003: Zostać miss 2 – Zdzisław, kierownik hotelu „EGOISTA” na zgrupowaniu Miss Venus
- 2003–2008: Sąsiedzi – Cezary Cwał-Wiśniewski
- 2005: Zakręcone – fotograf Marcel (odc. 1)
- 2007: Świat według Kiepskich – Elvis Presley (odc. 262)
- 2008: Małgosia contra Małgosia – milicjant
- 2008: Agentki – szef Pawła (odc. 6)
- 2009: Do wesela się zagoi – były narzeczony klientki
- 2009: 39 i pół – właściciel mieszkania (odc. 31)
- 2011: Chwila nieuwagi, czyli drugi sztos – „Student”
- 2011: Kac Wawa – Bonawentura, kolega Andrzeja z wojska
- 2012: Barwy szczęścia – Czarek Bąk, nauczyciel wf oraz znajomy Blanki Filipskiej z tej samej szkoły
- 2012: Pierwsza miłość – Cyprian Novak
- 2015: Ostatni klaps – dyrektor telewizji
- 2016: Kobiety bez wstydu – Robert Malicki
- 2017: Na układy nie ma rady – mechanik Stanisław
- 2019: Futro z misia  – Krzysztof Krokieciński „Krokiet”
- 2019: Serce do walki – Gwiazdor Michał
- 2020–2022: Święty – Krzysztof Kordas, właściciel przetwórni wędlin[24]
- 2021: Ojciec Mateusz – Zbigniew Stańczyk  (doc. 327)
- 2021: Leśniczówka – fotograf  (doc. 327)
- od 2021: Klan – Tymon Mroziewicz
- 2023 : Uroczysko - Krzysztof Kordas

### Reżyser
- 2019: Futro z misia

### Producent
- 2019: Futro z misia

### Scenarzysta
- 2019:  Futro z misia  (Wraz z Pawłem Bilskim, Olafem Lubaszenko, Kacprem Anuszewskim)

### Dubbing
- 1991: Powrót króla rock and „rulla” – Chanticleer
- 2001: Wakacje. Żegnaj szkoło – Michael „Mikey” Blumberg
- 2004: Rogate ranczo – Alameda Slim / Bracia Wacuś
- 2005: Czerwony Kapturek – prawdziwa historia – Cap Japeth
- 2006: Artur i Minimki – Max
- 2009: Artur i zemsta Maltazara – Max
- 2011: Crysis 2 – komandor C.E.L.L. Lockhard
- 2024: Quo vadis. Miecz miłości – Petroniusz